# Маховка (Пензенская область)
 Маховка  — деревня Никольского района Пензенской области. Входит в состав Ночкинского сельсовета.

## География
Находится в северо-восточной части Пензенской области на расстоянии приблизительно 18 км на север по прямой от районного центра города Никольск на левом берегу Инзы.

## История
Основана около 1900 году как деревня Моховка, в середине 1920-х годов название приняло современный вид. В 1911 году 38 дворов. В 1955 году работал колхоз «Трудовой путь». В 2004 году- 88 хозяйств.

## Население
Численность населения: 239 (1911 год), 255 (1926), 293 (1930), 336 (1959), 288 (1979), 205 (1989), 175 (1996). Население составляло 171 человек (русские 93 %) в 2002 году, 164 в 2010.